# Senrenässans

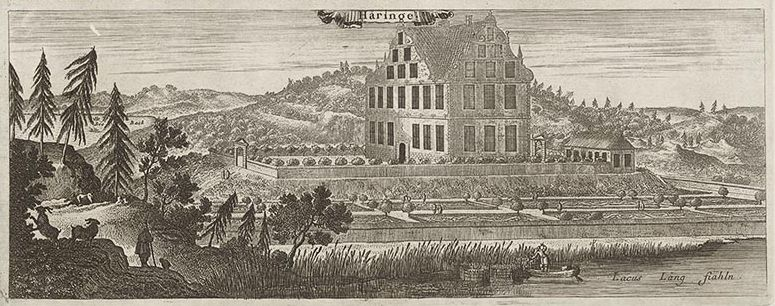
Häringe slott byggt 1657 i senrenässans, illustration enligt Suecia antiqua et hodierna.

Senrenässans kallas tidsperioden 1530-1600, som följde på högrenässansen (1500-1530). Epokbenämningen "senrenässans" skall inte förväxlas med stildefinitionen manierism.